# Omuleții verzi

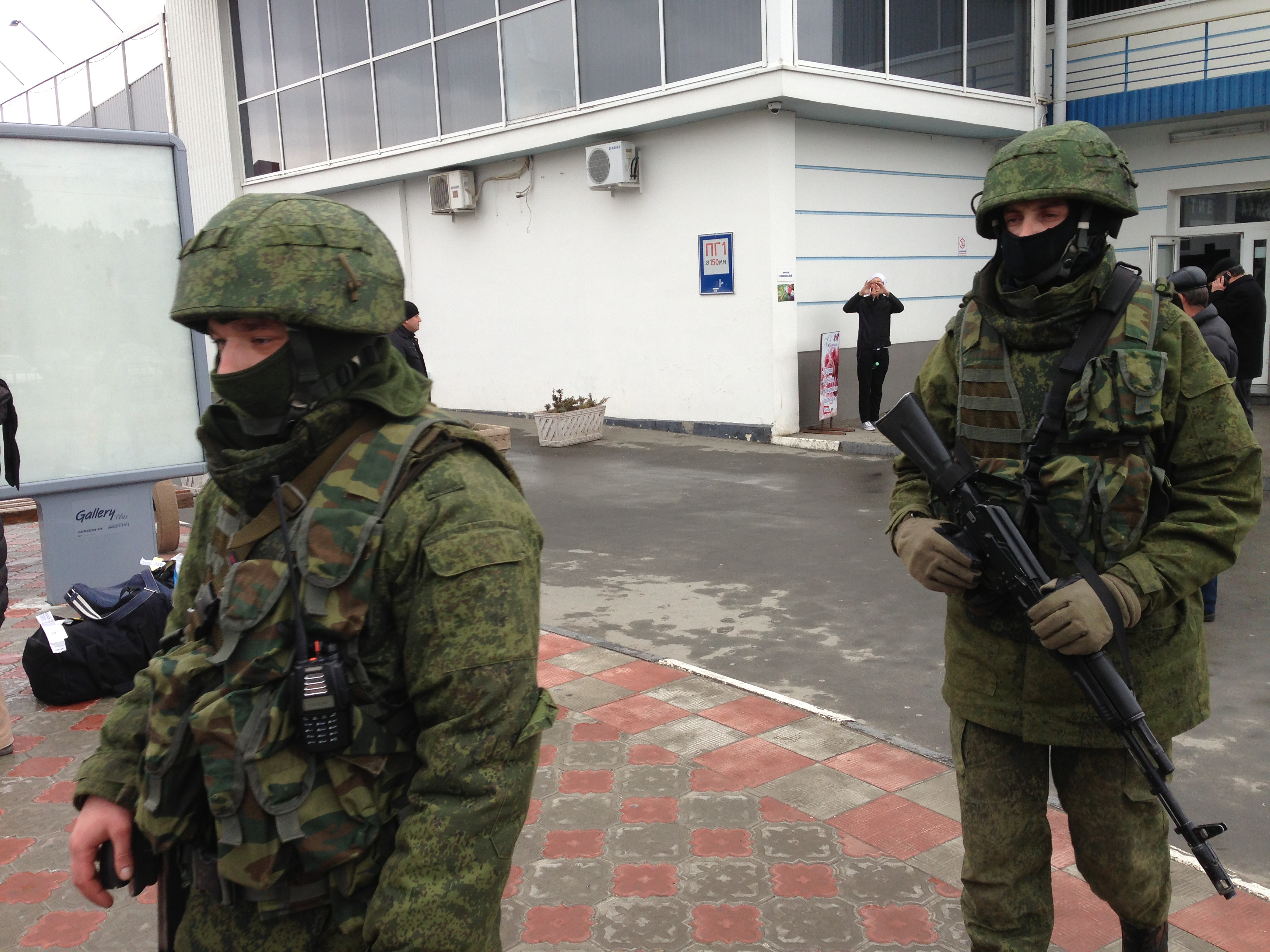

Termenul de omuleți verzi (în engleză little green men, LGM) se referă la prima denumire a pulsarilor, atunci când au fost descoperiți pentru prima dată în 1967, din cauza repetării precise a pulsurilor lor de radiație electromagnetică - semnale radio.
Termenul de omuleți verzi se mai referă la soldați mascați în uniforme armate verzi nemarcate și care poartă arme militare și echipamente moderne rusești care au apărut în timpul crizei din Ucraina din 2014. Termenul a fost folosit pentru prima dată în timpul Anexării Crimeei de către Federația Rusă, când acești soldați au ocupat și au blocat Aeroportul Internațional Simferopol, majoritatea bazelor militare din Crimeea și parlamentul din Simferopol. Ei au fost, de asemenea, cunoscuți sub denumirea de Polite People (rus: вежливые люди, transliterat vezhlivye lyudi = oameni politicoși), deoarece ei erau percepuți că s-au purtat pașnic, cu puțină intervenție practică în activitățile zilnice ale locuitorilor.

## Analiza echipamentului și a  armelor
În martie 2014, revista finlandeză Suomen Sotilas (Soldier of Finland) a publicat o analiză a armei și a echipamentului văzute pe fotografiile "micilor oameni verzi".
Articolul menționează un număr de arme și echipamente despre care se afirmă că sunt produse/folosite numai de forțele armate din Federația Rusă:
- Noi uniforme de luptă pentru camuflaj EMR
- Nouă vestă tactica 6Sh112 sau 6Sh117
- Nouă cască compozit 6B27, 6B7-1M
- Pistoale-mitralieră de 7,62 mm
- 6B26 căști compuse (utilizate numai de trupele aeriene ale Federației Ruse)
- Vesta tactică 6Sh92-5 (utilizată numai de trupele aeropurtate ale Federației Ruse)
- Gorka-3 uniformă de luptă (folosită doar de forțele speciale rusești și trupele  de vânători de munte)
- Vestă tactică Smersh AK / VOG (folosită numai de forțele speciale rusești)

Articolul continuă să concluzioneze că, cu o foarte mare probabilitate, "aceste trupe sunt cel de-al 45-lea regiment separat de recunoaștere al VDV", cu sediul în Kubinka, Moscova.
Alte media au publicat o fotografie a unui soldat rus nemarcat înarmat cu VSS Vintorez, care a fost considerat dovada desfășurării forțelor rusești speciale.

## Reacția oficială a Rusiei
Inițial, președintele Rusiei, Vladimir Putin, a declarat că bărbații în verde nu făceau parte din Forțele Armate ale Rusiei, ci grupuri de militari locali care și-au confiscat armele din armata ucraineană. SACEUR al Operațiunilor Comandamentului Aliat al Comandamentului Alianței    NATO, Philip Breedlove, a spus că acești "omuleți verzi" erau de fapt militari din trupele rusești
În martie 2014, Putin a continuat să susțină că nu a existat o intervenție pre-planificată, ci că "grupurile puternic armate, bine coordonate care au preluat aeroporturile și porturile din Crimeea la începutul incursiunii - spontane "grupuri de autoapărare" care ar fi putut să-și achiziționeze uniformele lor cu aspect rusesc din magazinele militare locale (voyentorg) ".  Potrivit Asociației ucrainene a proprietarilor de arme, legea ucraineană nu permite vânzarea sau purtarea altor arme de foc decât pentru vânătoare.
La 17 aprilie, președintele Putin a recunoscut pentru prima oară public că forțele rusești speciale au fost implicate în evenimentele din Crimeea, în scopul protejării populației locale și creării condițiilor pentru un referendum. Mai târziu, el a recunoscut că forțele armate ruse au blocat Forțele armate ucrainene în Crimeea în timpul evenimentelor.    Ca răspuns la întrebarea privind prezența trupelor rusești în Crimeea, ministrul rus al Apărării Serghei Șoigu, a spus: "În ceea ce privește declarațiile despre utilizarea forțelor rusești speciale în evenimentele ucrainene, pot spune doar un lucru, că este greu să vezi o pisică  neagră într-o cameră întunecată, mai ales dacă nu este acolo.
În aprilie 2015, amiralul rus Igor Kasatonov a declarat că "micii bărbați verzi" erau membri ai unităților de forțe speciale ruse Spetsnaz. Potrivit informațiilor sale, desfășurarea trupelor rusești în Crimeea a inclus șase aterizări cu elicoptere și trei aterizări ale Iliușin Il-76 cu 500 de persoane.

## Reapariția în Donbass
În timpul războiului din Donbas, un corespondent al Reuters a raportat de la o colonie din Kolosky din regiunea Donețk, la 26 august 2014, că zeci de străini înarmați cu accente ruse au apărut în weekend și au creat un bloc de drumuri (aproximativ 10 kilometri de granița cu Rusia). Bărbații aveau benzi albe, același semn de identificare care a fost purtat de zece bărbați capturați la câțiva kilometri de forțele ucrainene și care, într-un videoclip lansat marți (26 august 2014), au declarat că sunt parașutiști ruși.
1. ↑  Wade, Nicholas (1975). „Discovery of pulsars: a graduate student's story”. Science. 189 (4200). pp. 358–364. Bibcode:1975Sci...189..358W. doi:10.1126/science.189.4200.358. Arhivat din original la 24 septembrie 2015. Accesat în 21 iulie 2015.